# Management-Mode
Management-Moden (engl.: management fashions) nennt man (leicht abwertend) Managementkonzepte, die relativ schnell viel Aufmerksamkeit von Managern auf sich ziehen, ohne dass ihre Relevanz wissenschaftlich oder durch längere praktische Erfahrung belegt ist.

## Definition
Eric Abrahamson definiert eine Management-Mode als relatively transitory collective belief, disseminated by management fashion setters, that a management technique leads rational management progress. Auf die tatsächliche Veränderung der Praxis kommt es dabei weniger an: Nach Abrahamson sind es Waren, cultural commodities, die den fashion followers verkauft werden. Nach Alfred Kieser, der sich schon in den 1990er Jahren mit Managementmoden beschäftigte, sind Merkmale einer Management-Mode:
- Konzentration auf einen Schlüsselfaktor, meist einer Technik, deren Anwendung als unausweichlich dargestellt wird und einen radikalen Bruch mit dem bisherigen Vorgehen bedeutet
- Mischung aus Einfachheit und semantischer Mehrdeutigkeit
- Versprechen von Quantensprüngen statt kleiner operativer Schritte und die Betonung der Herausforderung, die in der Anwendung liegt
- Personifizierung durch erfolgreiche und bekannte Persönlichkeiten, deren Erfolg der Anwendung zugeschrieben wird
- Appell an Werte
- Ein attraktives Buzzword
- Eine Arena mit mehreren Akteuren, die ein gemeinsames Interesse an dem neuen Thema vereint.

## Durchsetzung
Eine Management-Mode entwickelt sich aus einem Diskurs, der sich um ein Schlagwort oder Label wie Lean Production, Customer Relationship Management, Benchmarking, Total Quality Management oder Business Process Reengineering herausbildet. Dieser Diskurs wird durch verschiedenartige Texte angefacht und produziert neue Texte: Handbücher, Artikel in Managementmagazinen, Workshops, Kommunikation im Rahmen von Internet-Foren usw. Aber auch sozialpsychologische Faktoren und das Kräfteverhältnis zwischen Arbeitnehmern und Arbeitgebern spielen für die Durchsetzung eine Rolle.
Um die negative und der Verbreitung abträgliche Konnotation des Begriffs der „Mode“ zu vermeiden, werden Innovationen in der Managementpraxis meist als Konzepte bezeichnet. Gemeinsam ist ihnen allerdings, dass sie kaum je gründlich empirisch evaluiert worden sind. Die Vielzahl dieser Konzepte erhöht außerdem selbst noch einmal die wahrgenommene Umweltkomplexität durch Steigerung der verfügbaren Handlungsvarianten. Durch das mehr oder weniger bewusste Nachahmen von Managementmoden versuchen Manager die Risiken ihrer Handlungen und Entscheidungen sowie die wahrgenommene Umweltkomplexität zu reduzieren. Nach Abrahamson vollzieht sich diese Entwicklung in vier Stufen: Kreation der Mode (oft in der Wissenschaft), Selektion durch die Modemacher (die Berater), Kommunikation (durch Internet, Artikel, Tagungen usw.), Diffusion (durch  Lehrbücher, Weiterbildung und Imitation). Irgendwann flaut eine Mode ab und wird durch andere ersetzt. Nach Abrahamson betrug der durchschnittliche Lebenszyklus solcher Konzepte in den 1950er Jahren noch 14,8 Jahre, in den 1990er Jahren durchschnittlich nur noch 2,6 Jahre.

## Funktion
Managementmoden können Unsicherheiten nehmen, Orientierung geben und Legitimation durch die Nachahmung beglaubigter Vorbilder sichern. Sie signalisieren Neuerung und Fortschritt.
Wie es der Begriff Mode allerdings verdeutlicht, sind diese Konzepte auf Vergänglichkeit angelegt und somit auch immer kritisch zu hinterfragen. Managementmoden stellen vorhandenes  Wissen unter Veränderungsdruck. Ein strategischer und überlegter Umgang mit Managementmoden ist daher ratsam, da sie nicht nur eine Ressource darstellen, sondern auch zur Anpassung an die Konkurrenten (Isomorphismus) und blinden Nachahmung verleiten können.
Management-Moden greifen stets Problemstellungen auf, die in der Praxis als aktuell und brennend empfunden werden. Die Überzeugungskraft von Management-Moden nimmt mit der Zahl der Unternehmen, welche die (fragliche) Mode implementiert haben, zu. Das verstärkt den Isomorphismus und kann zu Lemming- oder Bandwagon-Effekten führen.

## Beurteilung
Im Unterschied zu anderen Managementtheorien geht die neo-institutionalistische Theorie davon aus, dass der Isomorphismus langfristig zunimmt, weil das Ziel der Entscheidungen vor allem die Legitimation nach innen und außen ist: Es erscheint meist rational und effektiv, mit seinen Entscheidungen der Masse zu folgen, auch wenn es sich um Rationalitätsmythen handelt. Allerdings kann man mit den Mitteln der neo-institutionalistischen Theorie auch zu gegenteiligen Schlussfolgerungen gelangen, wie der Harvard Business Manager plakativ formuliert: „besser gut abgekupfert als schlecht erfunden“. Der einzelne Manager überschätzt nämlich oft seine Möglichkeiten, sich von institutionellen Zwängen zu befreien.
Ähnliches gilt auch für Moden der Informationstechnik bzw. ihres Managements, die noch viel kürzeren Modezyklen unterliegen als den im allgemeinen Management üblichen Zyklen.
An der Verbreitung von Managementkonzepten sind Akteure wie Unternehmensberater, Professoren, Redakteure oder Seminarveranstalter maßgeblich beteiligt. Nach Ernst/Kieser gilt die Schaffung und Verbreitung von Managementmoden zu einem essenziellen Arbeitsfeld der Beratungsbranche, über das sie ihre eigene Nachfrage generieren.